# Centrostegia thurberi
Centrostegia thurberi är en slideväxtart som beskrevs av Asa Gray och George Bentham. Centrostegia thurberi ingår i släktet Centrostegia och familjen slideväxter. Inga underarter finns listade i Catalogue of Life.